# Marcantonio Flaminio

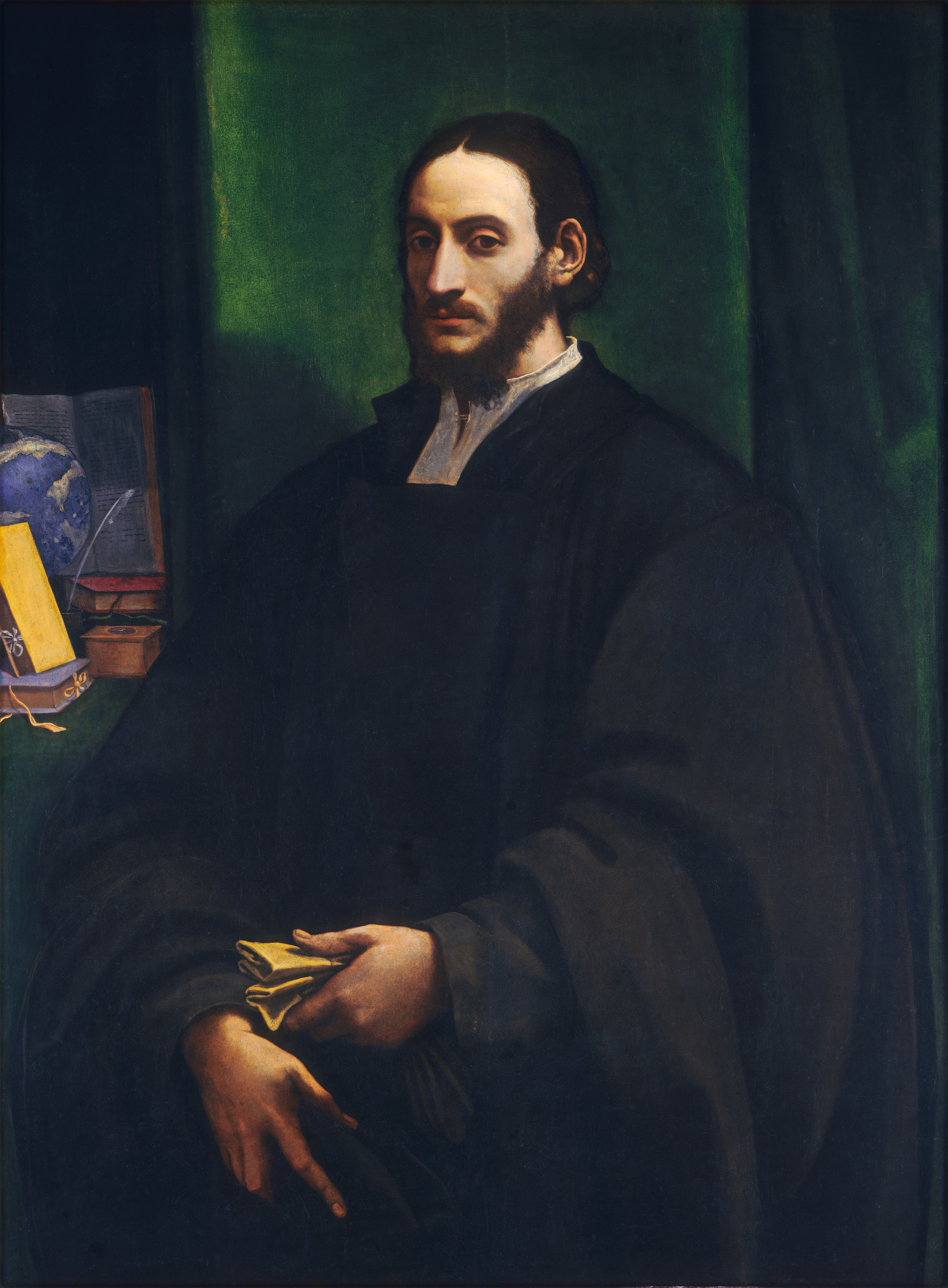
Marcantonio Flaminio, Gemälde von Sebastiano del Piombo

Marcantonio Flaminio (* 1498 in Serravalle; † 17. Februar 1550 in Rom; andere Schreibweisen: Marc Antonio Flaminio, Marcantonius Flaminius, Marcus Antonius Flaminius) war ein italienischer Humanist, Philosoph, Dichter und Schriftsteller.

## Leben und Wirken
Flaminio war ein Sohn des Humanisten Giovanni Antonio Zarrabini und seiner adligen Frau Veturia, deren Nachname nicht bekannt ist. Der Vater nahm den Nachnamen Flaminio an, 1509 zog er mit seiner Familie aus Kriegsgründen von Serravalle nach Imola.
1514 reiste Flaminio nach Rom, wo er vom Florentiner R. L. Brandolini in Rhetorik unterrichtet wurde. Der Bibliothekar Filippo Beroaldo der Jüngere führte ihn in die Klassik ein und förderte seine poetische Begabung. 1515 ging Flaminio nach Neapel und nach Urbino, wo er I. Sannazaro und B. Castiglione kennenlernte. Im September 1515 reiste er zu G. Soncino nach Fano, wo erste Gedichte zusammen mit M. Marullo unter dem Titel Carminum libellus gedruckt wurden. Noch im gleichen Jahr begann er sein Studium in Bologna, wo er bis im Sommer 1517 blieb. Seine Lehrer dort waren der Philosoph Pietro Pomponazzi, Ludovico Boccadiferro, Romolo Amaseo und Achille Bocchi, die humanistische Ansichten vertraten. Mit dem Dominikaner Leandro Alberti und weiteren Personen wurde das Gemeinschaftswerk De viris illustribus Ordinis praedicatorum erstellt, das bei Benedetti in Bologna Ende 1517 gedruckt wurde. 1519 bis 1521 studierte Flaminio an der Universität von Padua weiter, wo Marcantonio de’ Passeri der Genuese einer seiner Philosophielehrer war, der ihm die griechischen Texte von Aristoteles beibrachte. Hier lernte er auch den englischen Theologen Reginald Pole, den belgischen Humanisten Cristoforo Longolio und den italienischen Theologen Pietro Bembo kennen, mit denen er freundschaftlich verbunden blieb. Mit Stefano Sauli ging er im Sommer 1521 nach Genua, wo er mit Delminio und Sebastiano Delio zusammentraf. 1522 begleitete er Sauli weiter nach Rom. 1524 lernte er den Markgraf Federico Gonzaga in seinem Hof in Mantua kennen. 1528 bis 1538 lebte Flaminio beim Bischof Gian Matteo Giberti in Verona. 1533 wollte er eigentlich in den Männerorden der Theatiner eintreten, aber dessen Gründer Gian Pietro Carafa verweigerte seine Aufnahme, weil er befürchtete, dass Flaminio abweichende, häretische Gedanken in den Orden einbringen könnte.
1535 nahm Flaminio sein Philosophiestudium in Padua wieder auf, Fortschritte in Wissenschaft und Medizin an der Universität und reformatorische Einflüsse in der Stadt nahm er wahr. Er widmete sich dem zwölften Buch von Aristoteles und übersetzte es ins Neulateinische. 1536 erschien es beim Verleger Tacuino in Venedig unter dem Titel Paraphrasis in duodecimum Aristotelis librum de prima philosophia, worin auch Verweise auf verschiedene Kapitel enthalten sind. Flaminio vermittelte zwischen der aristotelischen Lehre und der christlichen Religion, wie es bereits die Kirchenväter Basilius, Gregor von Nyssa, Gregor von Nazianz und Thomas von Aquin getan und Giovanni Pico della Mirandola und Gasparo Contarini versucht hatten. Das Buch beendete er mit einem Lobpreis der göttlichen Macht, die das Universum antreibt.
Im November 1538 zog Flaminio von Verona weg und ging nach Neapel und Caserta zum Bischof Galeazzo Florimonte und G. F. Alois. Er beschäftigte sich in dieser Zeit auch mit der Vorsehung (Prädestination) Gottes, was sich in seinen Briefen niederschlug. Der Aufenthalt in Neapel brachte ihn in Beziehung mit dem Spiritualisten Juan de Valdés und seinem Kreis.
Das in Italien weit verbreitete Buch Beneficio di Cristo wurde dem Mönch Benedikt von Mantua zugeschrieben, aber Flaminio hat es überarbeitet und redigiert. Er führte aus, dass der Sünder nur durch das Verdienst Christi Gottes Hilfe erfahre und durch Gnade gerettet werde und nicht durch Werke. Das einfache, gut verständliche Werk wurde dann 1543 bei Bindoni in Venedig gedruckt. Durch den Theologen Peter Martyr Vermigli lernte er die Schriften des Humanisten Erasmus von Rotterdam, der Reformatoren Huldrych Zwingli und Martin Bucer kennen.
1541 reiste Flaminio mit Pietro Carnesecchi und anderen Personen nach Rom, wo sie Bernardino Ochino trafen, mit dem sie über das Vertrauen in Gott und die Rechtfertigung aus Glauben sprachen. Er ging weiter nach Florenz, wo er Caterina Cibo begegnete, die ihn mit Jean Calvins l'Institutio Christianae Religionis bekannt machte. Im gleichen Jahr traf er in Lucca den Humanisten Francesco Robortello. Er ging nach Viterbo weiter, wo er im Kreis von Reginald Pole verkehrte, denen biblische Meditation und eine lebendige Spiritualität wichtig waren.
1542 musste er nach Rom gehen, weil er in den Inquisitionsprozess gegen Kardinal Giovanni Morone, der vom Kardinal J. Alvarez von Toledo geleitet wurde, involviert war. Denn Flaminio bewegte sich im nicht konformen Kreis um Valdés und in der von Morone geschützten Gemeinschaft von Modena.
1544 verstärkte sich Flaminios Kontakt mit Reginald Pole, Priuli, Vittoria Colonna und Vittore Soranzo. Im Herbst 1544 weilte er mit Camesecchi als Gast bei Giovanni Della Casa in Venedig. 1545 war er in Trient zur Eröffnung des Konzils mit Pole, Priuli, Stella und dem Abt Parpaglia, die alle zum Viterbo-Kreis gehörten. Im gleichen und im folgenden Jahr konnte er una spiegazione breve del Salterio e una parafrasi poetica di trenta Salmi. In librum Aalmorum brevis explanatio (deutsch: Eine kurze Erläuterung des Psalters und eine poetische Auslegung von dreissig Psalmen. Eine kurze Erklärung im Buch Aalmorum) bei Aldo und Paraphrasis in triginta Psalmos versibus scripta (deutsch: Erklärungen zu dreissig Psalmen, Vers für Vers aufgeschrieben) bei Valgrisi. Kardinal Pole verließ das Konzil nach der fünften Session im Juni 1546 und ging wieder nach Rom, und auch Flaminio folgte ihm mit einem Umweg über Verona. In Rom pflegte er auch Beziehungen zu Vittoria Colonna und zu Kardinal Farnese.
Seit Dezember 1549 litt er an Quartanfieber, woran er im Februar 1550 im römischen Haus von Reginald Pole erlag. Er wurde in der Dreifaltigkeitskirche der englischen Nation begraben, beim Umbau des Gebäudes im Jahre 1575 wurden seine Überreste und seine Begräbnisinschrift entfernt.

## Werke
- Actii Synceri Sannazarii Odae...

Paraphrasis in duodecimum Aristotelis librum, 1536

- Carmina, Venedig 1529, Lyon 1548, Padua 1743 und neu bei: Massimo Scorsone, San Mauro 1993
- Paraphrasis in duodecimum Aristotelis librum de prima philosophia, Venedig 1536, Basel 1537 und Paris 1547
- Antonii Flaminii In librum psalmorum brevis explanatio, Aldo, Venedig 1545 und Paris 1546
- Paraphrasis in triginta psalmos, V. Valgrisi, 1546 und 1552
- De rebus divinis carmina, R. Estimme, Paris 1550 und London 1834
- Carminum liber ultimus, Venedig 1552
- Paraphrases in omnes Davidis psalmos versibus expressa, 1561
- Epistolae aliquot M. Antonii Flaminii, de veritate doctrinae eruditae, 1571
- Apologia del Beneficio di Cristo e altri scritti inediti, Dario Marcatto, Florenz 1996

## Rezeption
- In seiner Geburtsstadt Vitterio Veneto ist ein Gymnasium nach Marcantonio Flaminio benannt.[2]
- In Verona ist eine Straße nach ihm benannt.